# El viaje a ninguna parte (película)
El viaje a ninguna parte es una película española de 1986 dirigida por Fernando Fernán Gómez y basada en la novela homónima de la que es autor.

## Argumento
La película narra la historia de un grupo de cómicos, la historia de sus amores y sus desamores, de sus deseos y sus frustraciones.
A lo largo del viaje el trabajo se entremezcla con el amor, los problemas económicos con los familiares, el hambre con el triunfo soñado. El personaje central, Carlos Galván, es hijo del primer actor y director de la compañía, Don Arturo. Y es padre de Carlitos, el muchacho que no quiere ser cómico. Tanto Carlos como Don Arturo intentarán convencer a Carlitos de que se quede en la compañía. 
Mientras tanto, en la postguerra española, el milagro cinematográfico va llegando a las ciudades e incluso a los pueblos, y la gente ya no quiere ver teatro, lo que hace incierto el futuro de la compañía. Carlos, poco a poco, va siendo abandonado por sus compañeros y se verá obligado a buscarse un futuro en la capital.

## Reparto
| Actor                 | Personaje           |
| --------------------- | ------------------- |
| José Sacristán        | Carlos Galván       |
| Laura del Sol         | Juanita Plaza       |
| Juan Diego            | Sergio Maldonado    |
| María Luisa Ponte     | Julia Iniesta       |
| Gabino Diego          | Carlos Piñeiro      |
| Nuria Gallardo        | Rosita del Valle    |
| Fernando Fernán Gómez | Don Arturo          |
| Queta Claver          | Doña Leonor         |
| Emma Cohen            | Sor Martirio        |
| Agustín González      | Zacarías Carpintero |
| Carlos Lemos          | Daniel Otero        |
| Miguel Rellán         | Dr. Arencibia       |
| Simón Andreu          | Solís               |
| José María Caffarel   |                     |
| Carmelo Gómez         |                     |
| Tina Sáinz            |                     |
| Nacho Martínez        |                     |
| Mónica Molina         |                     |
| Cándida Losada        |                     |
| Antonio Gamero        |                     |
| Helena Fernán Gómez   |                     |

## Detalles de la producción
Fernando Fernán Gómez tiene el privilegio de haber escrito la novela, dirigir, actuar y firmar el guion de la película. Una labor reconocida ampliamente en la 1.ª edición de los Premios Goya alzándose con los premios a Mejor Película, Mejor Guion y Mejor Dirección.
El film, producido por Ganesh Producciones Cinematográficas en colaboración con Televisión Española (TVE) y distribuido por United
International Pictures, S.L. (U.I.P.), fue rodado principalmente en las localidades castellanomanchegas de Palazuelos (Guadalajara) y de Arisgotas (Toledo). La película también incluye imágenes de Orgaz (Toledo), de Ayllón (Segovia), de Madrid y de Casa de Uceda (Guadalajara).
La película, rodada en 35 milÌmetros eastmancolor panorámico, fue estrenada primero el 15 de octubre de 1986 en el cine Gran Vía de Madrid, y posteriormente el 7 de noviembre de 1986 en el cine Fantasio de Barcelona acumulando un total de 327.463 espectadores en salas de cine de España.
La crítica ha valorado la película como la que mejor ha retratado las giras de los cómicos de la legua.
La película de 2010 Pájaros de papel, dirigida por Emilio Aragón, tiene un argumento similar.

## Palmarés cinematográfico
I edición de los Premios Goya
| Categoría                     | Persona                | Resultado |
| ----------------------------- | ---------------------- | --------- |
| Mejor película                | Mejor película         | Ganadora  |
| Mejor director                | Fernando Fernán Gómez  | Ganador   |
| Mejor guion                   | Fernando Fernán Gómez  | Ganador   |
| Mejor montaje                 | Pablo González del Amo | Candidato |
| Mejor maquillaje y peluquería | José Antonio Sánchez   | Candidato |

Fotogramas de Plata 1986
| Categoría           | Persona                          | Resultado         |
| ------------------- | -------------------------------- | ----------------- |
| Mejor actor de cine | Fernando Fernán Gómez Juan Diego | Ganador Candidato |

Otros
- Premio Sant Jordi a la mejor película española.[3]